# Halleluja! Han lever än
Halleluja! Han lever än är en psalm av predikanten Eric Bergquist. Psalmen har fyra 6-radig verser, som sjungs "jublande" till en melodi i 4/4-dels takt komponerad av Johan Olof Lindberg.

## Publicerad i
- Svenska Missionsförbundets sångbok 1920 som nr 149 under rubriken "Jesu uppståndelse"